# Liste der Bodendenkmale in Falkenberg/Elster
In der Liste der Bodendenkmale in Falkenberg/Elster sind alle Bodendenkmale der brandenburgischen Stadt Falkenberg/Elster und ihrer Ortsteile aufgelistet. Grundlage ist die Veröffentlichung der Landesdenkmalliste mit dem Stand vom 31. Dezember 2021. Die Baudenkmale sind in der Liste der Baudenkmale in Falkenberg/Elster aufgeführt. 
|    | Gemarkung                          | Flur    | Kurzansprache | Bodendenkmalnummer | Bemerkung | Bild         |
| -- | ---------------------------------- | ------- | --- | ------------------ | --------- | ------------ |
| 1  | Falkenberg/Elster (Lage)           | 2       | Siedlung Bronzezeit, Siedlung Eisenzeit, Burgwall Bronzezeit, Burgwall Eisenzeit, Hauptartikel: Burgwall Wallberge                                                                | 20270              |           |              |
| 2  | Falkenberg (Lage)                  | 2       | Siedlung Bronzezeit | 20272              |           |              |
| 3  | Falkenberg (Lage)                  | 15      | Siedlung Bronzezeit, Siedlung Eisenzeit | 20273              |           |              |
| 4  | Falkenberg (Lage)                  | 3, 4, 7 | Kirche deutsches Mittelalter, Kirche Neuzeit, Friedhof deutsches Mittelalter, Friedhof Neuzeit, Dorfkern deutsches Mittelalter, Dorfkern Neuzeit                                  | 20274              |           |              |
| 5  | Falkenberg (Lage)                  | 13,15   | Kirche deutsches Mittelalter, Friedhof deutsches Mittelalter, Dorfkern Neuzeit, Dorfkern deutsches Mittelalter                                                                    | 20275              |           |              |
| 6  | Falkenberg (Lage)                  | 16, 17  | Hügelgräberfeld Bronzezeit | 20514              |           |              |
| 7  | Falkenberg, Großrössen (Lage)      | 17, 5   | Hügelgräberfeld Bronzezeit, Gräberfeld Bronzezeit, Hauptartikel: Hügelgräberfeld „Schweinert“                                                                                     | 20269              |           | Schweinert   |
| 8  | Kölsa (Lage)                       | 2, 4    | Kirche deutsches Mittelalter, Kirche Neuzeit, Dorfkern Neuzeit, Dorfkern deutsches Mittelalter, Friedhof Neuzeit, Friedhof deutsches Mittelalter                                  | 20286              |           | Kölsa Kirche |
| 9  | Kölsa (Lage)                       | 7       | Wüstung deutsches Mittelalter, Friedhof deutsches Mittelalter, Kirche deutsches Mittelalter                                                                                       | 20298              |           |              |
| 10 | Kölsa (Lage)                       | 1       | Wüstung deutsches Mittelalter, Wüstung Neuzeit | 20299              |           |              |
| 11 | Kölsa (Lage)                       | 6       | Siedlung Bronzezeit, Siedlung Eisenzeit | 20540              |           |              |
| 12 | Rehfeld (Falkenberg/Elster) (Lage) | 1, 2, 4 | Dorfkern deutsches Mittelalter, Turmhügel deutsches Mittelalter, Dorfkern Neuzeit, Kirche Neuzeit, Kirche deutsches Mittelalter, Friedhof deutsches Mittelalter, Friedhof Neuzeit | 20650              |           |              |